# آیلا آلگان
آیلا آلگان (انگلیسی: Ayla Algan؛ زادهٔ ۲۹ اکتبر ۱۹۳۷ – درگذشتهٔ ۴ ژانویهٔ ۲۰۲۴) خواننده، و هنرپیشه اهل ترکیه بود.